# Барабаш Опанас Семенович
Опанас Семенович Барабаш (нар.18 квітня (1 травня) 1908, Процівка (Ромни) — пом.8 вересня 1996) — радянський офіцер, Герой Радянського Союзу, в роки німецько-радянської війни командир 22-го гвардійського окремого танкового полку 51-ї армії 4-го Українського фронту, гвардії підполковник.

## Біографія
Народився 1 травня 1908 року в селі Процівка (нині в межі міста Ромнів Сумської області) в сім'ї робітника. Українець. Член ВКП(б) з 1930 року. Рано втративши батька, підлітком пішов працювати, одночасно навчався. Закінчив школу ФЗУ. У 1929 році, як найкращого працівника одного з роменських підприємств, його послали навчатися до Москви. У 1932 році закінчив індустріальний технікум.
У 1932 році призваний до лав Червоної Армії. У 1934 році закінчив бронетанкову школу. Потім став кадровим військовим. Спочатку був командиром взводу, потім — танкової роти, начальником полкової школи. У 1939 році О. С. Барабаш зарахований слухачем інженерного факультету військово-господарської академії в Харкові.
Учасник німецько-радянської війни з 22 червня 1941 року. Воював на Західному, Брянському, Сталінградському, Південному, 4-му Українському, 3-му Прибалтійському, 1-му Білоруському фронтах. Був контужений.
22-й гвардійський окремий танковий полк під командуванням гвардії підполковника О. С. Барабаша 9 квітня 1944 року, діючи з Сиваського плацдарму в Криму, атакував позиції гітлерівців на висоті і у взаємодії зі стрілецькими підрозділами захопив її. За три дні боїв прорвав оборону противника на глибину до 80 км. У боях за відвоювання Севастополя в травні 1944 року танк командира одним з перших увірвався в місто.
Указом Президії Верховної Ради СРСР від 16 травня 1944 року за мужність і відвагу, вміле керівництво танковим полком у боях за Крим, гвардії підполковнику Барабашу Опанасу Семеновичу присвоєно звання Героя Радянського Союзу з врученням ордена Леніна і медалі «Золота Зірка» (№ 2290).
Після війни продовжував службу у Збройних силах СРСР. У 1955 році закінчив Вищі академічні курси при Військовій академії бронетанкових військ. З 1957 року полковник О. С. Барабаш — в запасі.

Могила Опанаса Барабаша

Жив у Києві. Працював старшим інженером в одному з науково-дослідних інститутів Києва. Помер 8 вересня 1996 року. Похований на Міському кладовищі «Берківці» в Києві.

## Нагороди, пам'ять
Нагороджений двома орденами Леніна (16 травня 1944; 5 листопада 1954), чотирма орденами Червоного Прапора (29 червня 1943; 6 серпня 1943; 14 червня 1945; 15 листопада 1950), орденами Суворова 3-го ступеня (8 березня 1945), Олександра Невського (6 жовтня 1943), двома орденами Вітчизняної війни 1-го ступеня (21 травня 1944; 11 березня 1985), двома орденами Червоної Зірки (20 червня 1948; …), медаллю «За бойові заслуги» (3 листопада 1944), іншими медалями, а також польським орденом «Хрест хоробрих».
У місті Ромнах на Алеї Героїв встановлено пам'ятний стенд О. С. Барабаша.